# Filippo Sindoni
Filippo Sindoni (Capo d'Orlando, Sicilia, 15 de noviembre 1931 - Venezuela, 28 de marzo de 2006) fue un empresario ítalo-venezolano, de los ramos de la alimentación y medios de comunicación.

## Biografía
Filippo Sindoni emigró a Venezuela cuando tenía 17 años, con su hermano Giuseppe. Juntos iniciaron una industria de pasta alimenticia llamada “La Soberana” que después pasó a ser “Pastas Sindoni”. En 1964 creó la empresa Poliflex, una compañía encargada de producir bolsas de plástico.
Con el tiempo, fundó un grupo de empresas formando el Grupo de Empresas Sindoni, las más destacadas son C.C. Las Americas en Maracay, Pastas Sindoni C.A., Nucita Venezolana C.A., Molinos Venezolanos C.A., "Freites & Sindoni", Inversiones Obelisco, Industrias Metalúrgicas Universal C.A., Vitalim C.A.], Diario El Aragüeño, la Televisora Regional TVS y emisora de radio RVS, entre otras.
Filippo Sindoni también se dedicó a las actividades de voluntariado social y gremial, como Fundapediatría, que ha contribuido con el mejoramiento de este departamento de medicina infantil en el Hospital Central de Maracay y de la cual fue Presidente Honorario y Vitalicio; igualmente contribuyó con la Fundación del Niño y la Fundación para la Parálisis Infantil. Se destaca también el haber sido fundador de la Casa de Italia de Maracay, presidente de la Federación de Centros Italo-Venezolanos y miembro del Consejo General de los Italianos en el Exterior.
Tales acciones de carácter humanitario, gremial y social le hicieron merecedor de condecoraciones, como la Francisco de Miranda en su Segunda Clase (1981), Orden al Mérito al Trabajo en su Primera Clase (1983) y la Orden Cavaliere del Lavoro, la más alta distinción que otorga el Gobierno italiano, como reconocimiento a su labor como constructor y emprendedor (1998). El 28 de marzo de 2006, Filippo Sindoni fue secuestrado por un grupo hamponil de Maracay. Su cuerpo fue encontrado el día siguiente en Arenales, en el estado de Lara, Venezuela. Actualmente su cuerpo descansa en Italia.